# Вонлярово
Вонлярово — деревня в Смоленской области России, в Смоленском районе. Население — 225 жителей (2007 год). Расположена в западной области в 22 км к западу от Смоленска, в 2-х км к югу от автодороги А141 Орёл — Витебск. Одноимённая железнодорожная станция на линии Москва — Минск. Входит в состав Катынского сельского поселения. Улицы: Дачная, Строителей. Большой благоустроенный парк.
Часть жителей деревни является вынужденными переселенцами из Литвы.

## История
Название произошло от уменьшительного от фамилии владельца, южно-германского рыцаря Якова фон-Лера, служившего вначале у польского короля Владислава IV, а впоследствии у русского государя Алексея Михайловича, при котором он стал именоваться Яковом Вонлярлярским.

## Экономика
Лесничество, магазин.

## Достопримечательности

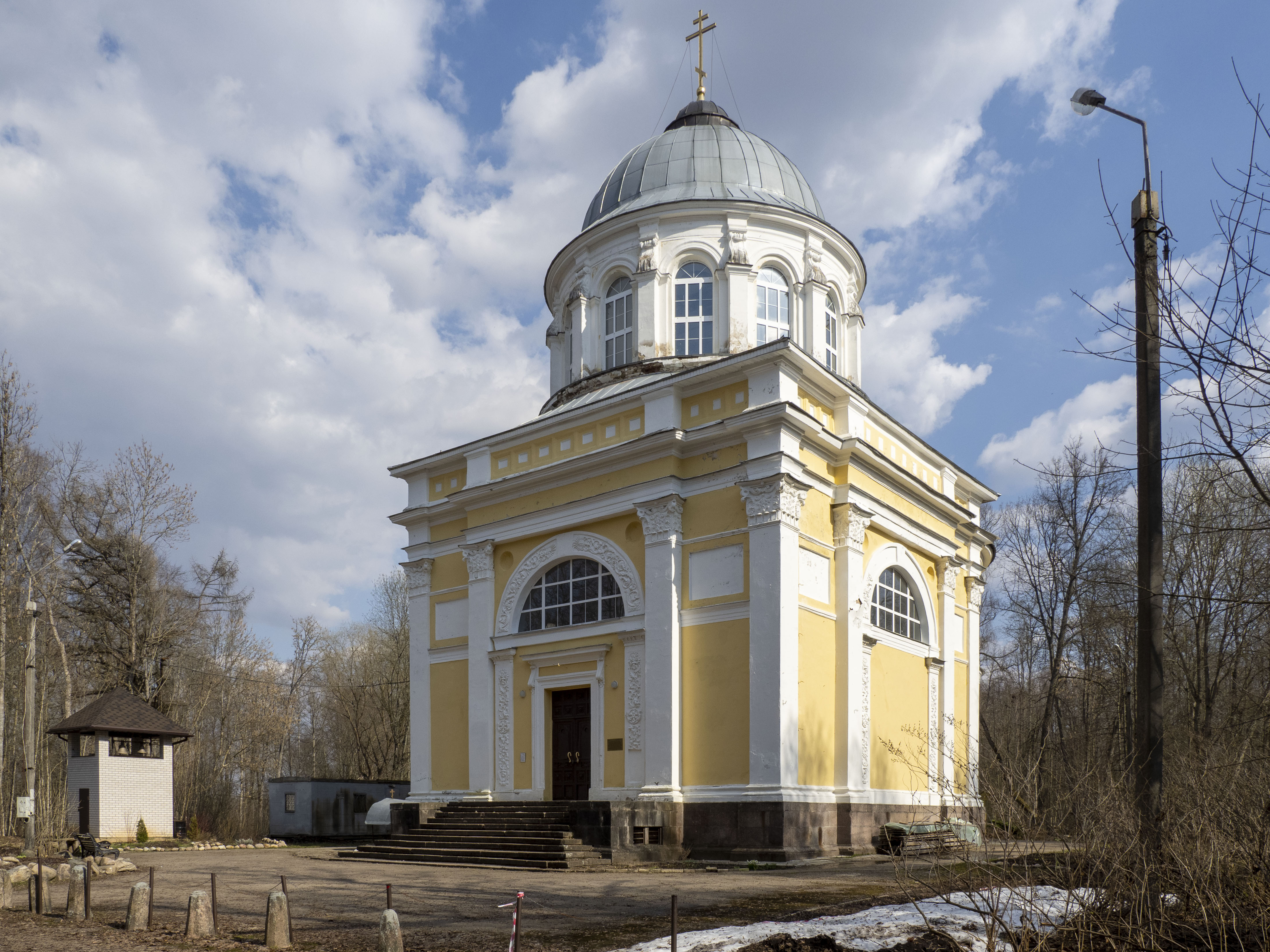
Церковь Александра Невского (1853)

- Памятник археологии: городище северо-восточнее деревни. Было заселено в 1-м тысячелетии до н. э. племенами днепро-двинской культуры, в XII — XIII веках использовалось под феодальную усадьбу.
- Памятник архитектуры: Церковь Александра Невского, 1853 год. Гранитные колонны алтаря созданы по проекту известного русского художника и скульптора М. О. Микешина.